# Saint-Pierre-des-Ifs (Eure)
Pour les articles homonymes, voir Saint-Pierre-des-Ifs.
Saint-Pierre-des-Ifs est une commune française située dans le département de l'Eure, en région Normandie.

## Géographie

### Description
Saint-Pierre-des-Ifs est une commune du Nord-Ouest du département de l'Eure. Elle se situe dans l'Est de la région naturelle du Lieuvin.

Panorama de la commune

### Communes limitrophes
|                         | Saint-Christophe-sur-Condé | Saint-Philbert-sur-Risle |
| Saint-Étienne-l'Allier  | Saint-Pierre-des-Ifs       | Saint-Philbert-sur-Risle |
| Saint-Georges-du-Vièvre | Saint-Grégoire-du-Vièvre   |                          |

### Hydrographie
La commune est située dans le bassin Seine-Normandie. Elle est drainée par le ruisseau Saint-Christophe,.

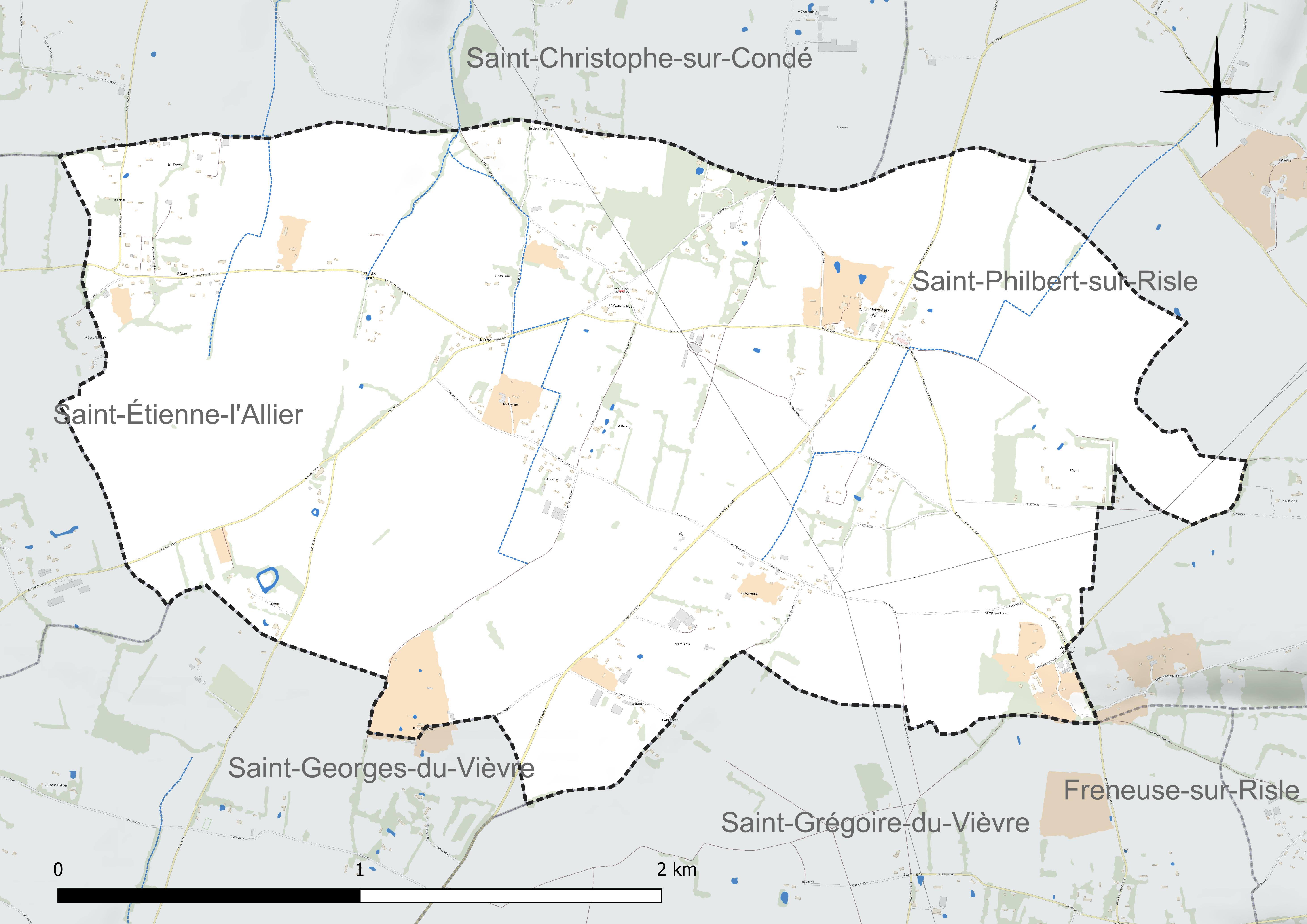
Réseau hydrographique de Saint-Pierre-des-Ifs.

### Climat
Pour des articles plus généraux, voir Climat de la Normandie et Climat de l'Eure.
En 2010, le climat de la commune est de type climat océanique franc, selon une étude du CNRS s'appuyant sur une série de données couvrant la période 1971-2000. En 2020, Météo-France publie une typologie des climats de la France métropolitaine dans laquelle la commune est exposée à un climat océanique et est dans la région climatique  Côtes de la Manche orientale, caractérisée par un faible ensoleillement (1 550 h/an) ; forte humidité de l’air (plus de 20 h/jour avec humidité relative > 80 % en hiver), vents forts fréquents. Parallèlement le GIEC normand, un groupe régional d’experts sur le climat, différencie quant à lui, dans une étude de 2020, trois grands types de climats pour la région Normandie, nuancés à une échelle plus fine par les facteurs géographiques locaux. La commune est, selon ce zonage, exposée à un « climat contrasté des collines », correspondant au Pays d’Auge, Lieuvin et Roumois, moins directement soumis aux flux océaniques et connaissant toutefois des précipitations assez marquées en raison des reliefs collinaires qui favorisent leur formation.
Pour la période 1971-2000, la température annuelle moyenne est de 10,3 °C, avec  une amplitude thermique annuelle de 13,5 °C. Le cumul annuel moyen de précipitations est de 855 mm, avec 12,8 jours de précipitations en janvier et 8,6 jours en juillet. Pour la période 1991-2020, la température moyenne annuelle observée sur la station météorologique la plus proche, située sur la commune de Lieurey à 9 km à vol d'oiseau, est de 11,3 °C et le cumul annuel moyen de précipitations est de 893,1 mm,. Pour l'avenir, les paramètres climatiques de la commune estimés pour 2050 selon différents scénarios d’émission de gaz à effet de serre sont consultables sur un site dédié publié par Météo-France en novembre 2022.

### Milieux naturels et biodiversité

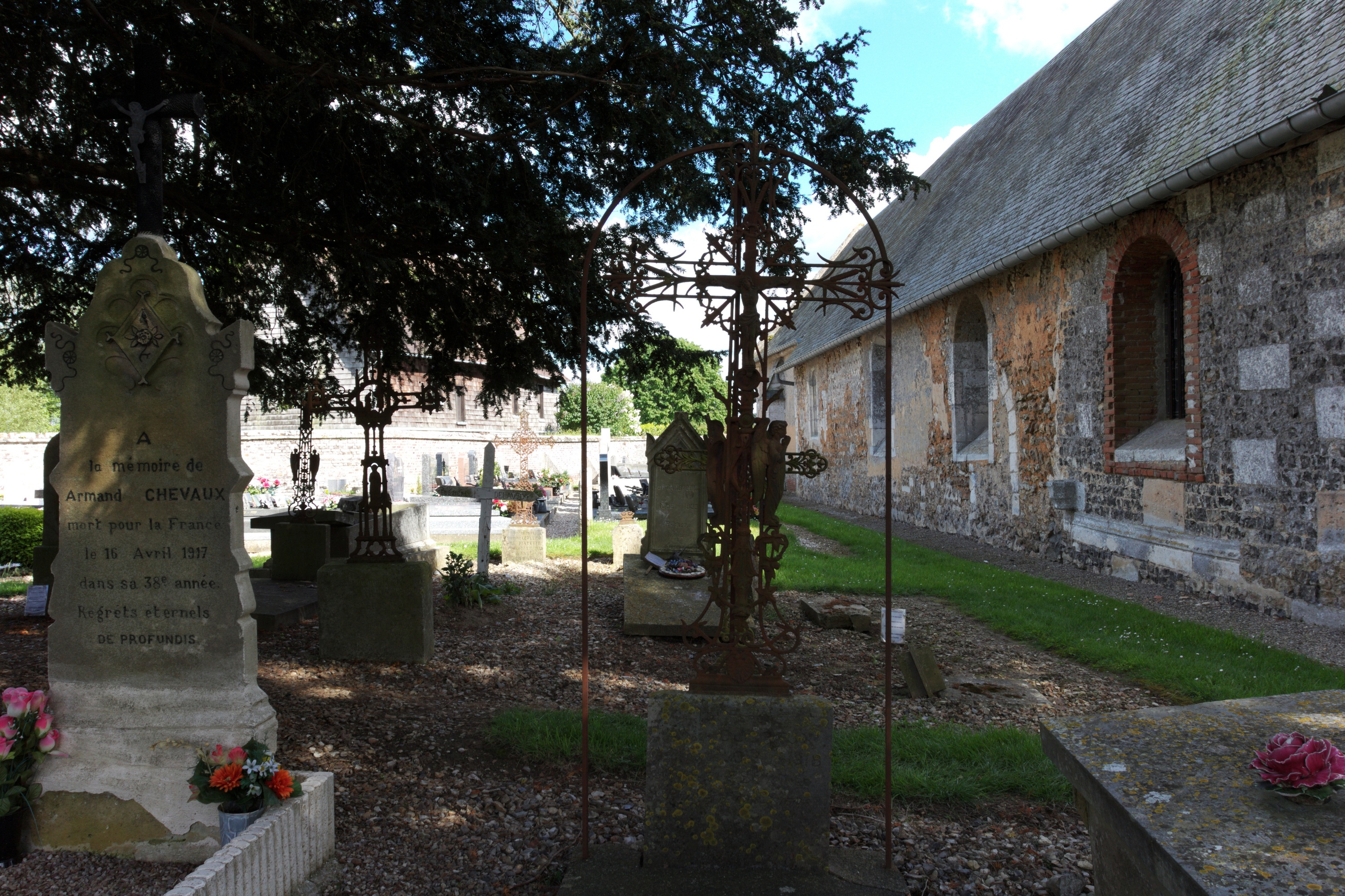
Le cimetière de l'église Saint-Pierre.

La commune est concernée par la ZNIEFF de type 2 "vallée de la Risle de Brionne à Pont-Audemer, la forêt de Montfort".
Elle compte deux sites classés : 
- Les ifs du cimetière,  Site classé (1925)[13] ;
- L'if du cimetière,  Site classé (1928)[14].

## Urbanisme

### Typologie
Au 1er janvier 2024, Saint-Pierre-des-Ifs est catégorisée commune rurale à habitat dispersé, selon la nouvelle grille communale de densité à 7 niveaux définie par l'Insee en 2022.
Elle est située hors unité urbaine. Par ailleurs la commune fait partie de l'aire d'attraction de Pont-Audemer, dont elle est une commune de la couronne,. Cette aire, qui regroupe 34 communes, est catégorisée dans les aires de moins de 50 000 habitants,.

### Occupation des sols
L'occupation des sols de la commune, telle qu'elle ressort de la base de données européenne d’occupation biophysique des sols Corine Land Cover (CLC), est marquée par l'importance des territoires agricoles (100 % en 2018), une proportion identique à celle de 1990 (100 %). La répartition détaillée en 2018 est la suivante : 
terres arables (53,6 %), prairies (44,8 %), zones agricoles hétérogènes (1,6 %). L'évolution de l’occupation des sols de la commune et de ses infrastructures peut être observée sur les différentes représentations cartographiques du territoire : la carte de Cassini (XVIIIe siècle), la carte d'état-major (1820-1866) et les cartes ou photos aériennes de l'IGN pour la période actuelle (1950 à aujourd'hui).

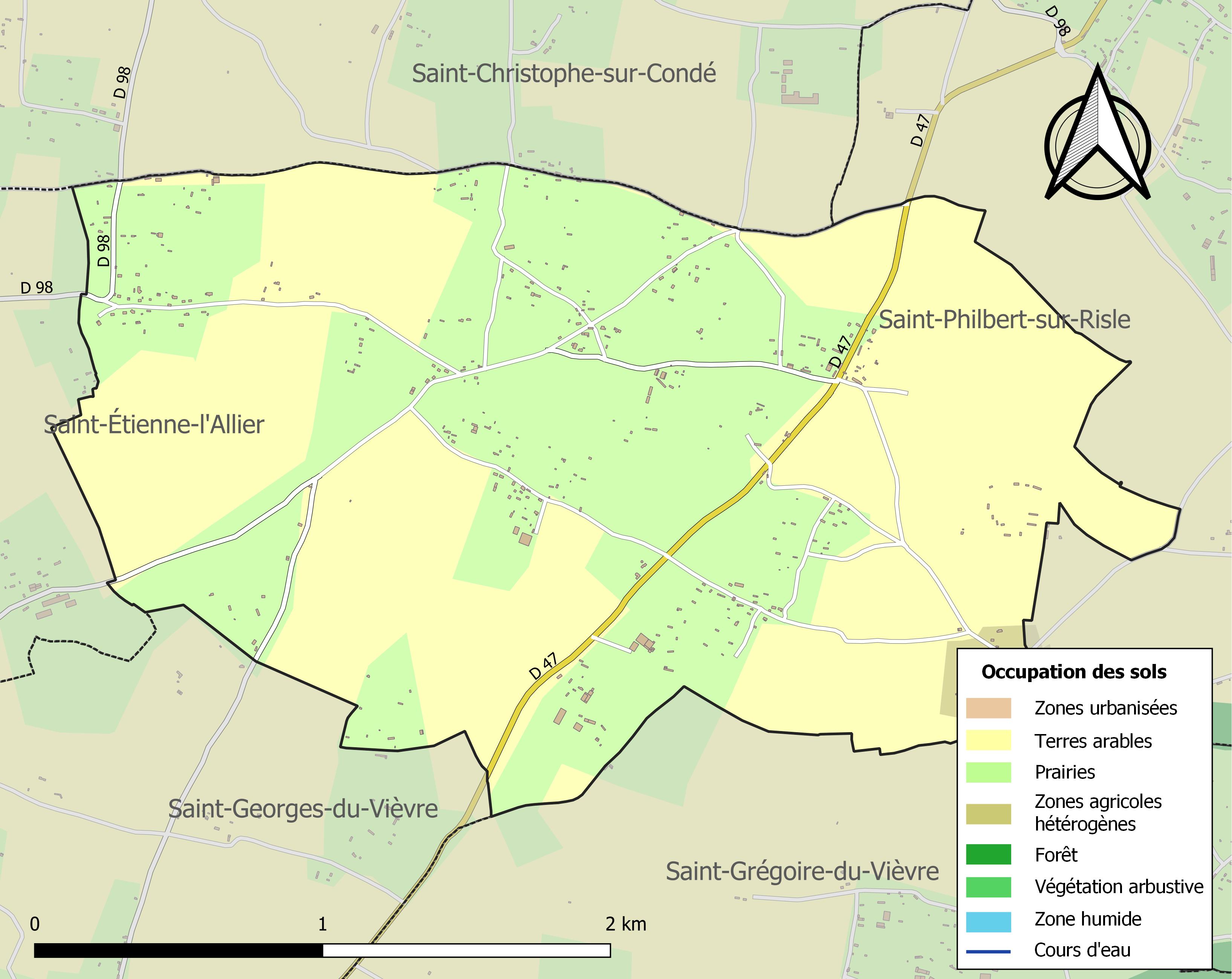
Carte des infrastructures et de l'occupation des sols de la commune en 2018 (CLC).

### Habitat et logement
En 2018, le nombre total de logements dans la commune était de 152, alors qu'il était de 151 en 2013 et de 133 en 2008.
Parmi ces logements, 70 % étaient des résidences principales, 26 % des résidences secondaires et 4 % des logements vacants. Ces logements étaient pour 97,4 % d'entre eux des maisons individuelles et pour 1,3 % des appartements.
Le tableau ci-dessous présente la typologie des logements à Saint-Pierre-des-Ifs en 2018 en comparaison avec celle de l'Eure et de la France entière. Une caractéristique marquante du parc de logements est ainsi une proportion de résidences secondaires et logements occasionnels (26 %) supérieure à celle du département (6,3 %) et à celle de la France entière (9,7 %). Concernant le statut d'occupation de ces logements, 80,4 % des habitants de la commune sont propriétaires de leur logement (82,4 % en 2013), contre 65,3 % pour l'Eure et 57,5 pour la France entière.
| Typologie                                               | Saint-Pierre-des-Fleurs | Eure | France entière |
| ------------------------------------------------------- | ----------------------- | ---- | -------------- |
| Résidences principales (en %)                           | 70                      | 85,4 | 82,1           |
| Résidences secondaires et logements occasionnels (en %) | 26                      | 6,3  | 9,7            |
| Logements vacants (en %)                                | 4                       | 8,3  | 8,2            |

## Toponymie
Le nom de la localité est attesté sous les formes Sanctus Petrus de Aquosis au XIVe siècle (pouillé de Lisieux), Saint  Pierre des Ays en 1401.
Saint-Pierre est un hagiotoponyme faisant référence à l'église Saint Pierre dédiée à Pierre (apôtre).
Ce nom est à rapprocher des « Ifs », dont les anciennes formes sont Eawys en 1229, de aquosis en 1240, les Ifs ou Eawys en 1697, et dont l'origine est le vieux français eavi, dérive du mot « eau » et signifiant « lieu humide », eavi s'est par la suite contracté en « I » et s'est confondu avec le mot « if », jadis prononcé lui aussi « I ». Cette même évolution caractérise Saint-Pierre-des-Ifs.

## Politique et administration

### Liste des maires
| Période                                  | Période                       | Identité            | Étiquette | Qualité                                                                                 |
| ---------------------------------------- | ----------------------------- | ------------------- | --------- | --------------------------------------------------------------------------------------- |
| Les données manquantes sont à compléter. |                               |                     |           |                                                                                         |
| mars 2008                                | 2013                          | Denis Pousset       |           | Démissionnaire                                                                          |
| 2013                                     | février 2022                  | Alain Mure          | DVD       | Directeur du centre de formation des assureurs et des banquiers retraité Démissionnaire |
| 25 février 2022                          | En cours (au 28 février 2022) | Christophe Lefebvre |           |                                                                                         |

### Jumelage
Les quatorze communes de l’ancien canton de Saint-Georges-du-Vièvre sont jumelées avec :
- Slimbridge (Royaume-Uni)

## Démographie
L'évolution du nombre d'habitants est connue à travers les recensements de la population effectués dans la commune depuis 1793. Pour les communes de moins de 10 000 habitants, une enquête de recensement portant sur toute la population est réalisée tous les cinq ans, les populations de référence des années intermédiaires étant quant à elles estimées par interpolation ou extrapolation. Pour la commune, le premier recensement exhaustif entrant dans le cadre du nouveau dispositif a été réalisé en 2006.

En 2022, la commune comptait 258 habitants, en évolution de −7,19 % par rapport à 2016 (Eure : −0,25 %, France hors Mayotte : +2,11 %).
| 1793 | 1800 | 1806 | 1821 | 1831 | 1836 | 1841 | 1846 | 1851 |
| ---- | ---- | ---- | ---- | ---- | ---- | ---- | ---- | ---- |
| 687  | 689  | 693  | 660  | 660  | 683  | 643  | 617  | 600  |

| 1856 | 1861 | 1866 | 1872 | 1876 | 1881 | 1886 | 1891 | 1896 |
| ---- | ---- | ---- | ---- | ---- | ---- | ---- | ---- | ---- |
| 600  | 570  | 530  | 475  | 464  | 381  | 340  | 330  | 302  |

| 1901 | 1906 | 1911 | 1921 | 1926 | 1931 | 1936 | 1946 | 1954 |
| ---- | ---- | ---- | ---- | ---- | ---- | ---- | ---- | ---- |
| 297  | 256  | 230  | 203  | 214  | 200  | 207  | 211  | 200  |

| 1962 | 1968 | 1975 | 1982 | 1990 | 1999 | 2006 | 2011 | 2016 |
| ---- | ---- | ---- | ---- | ---- | ---- | ---- | ---- | ---- |
| 193  | 240  | 202  | 223  | 181  | 197  | 220  | 293  | 278  |

| 2021 | 2022 | - | - | - | - | - | - | - |
| ---- | ---- | - | - | - | - | - | - | - |
| 265  | 258  | - | - | - | - | - | - | - |

## Culture locale et patrimoine

### Lieux et monuments

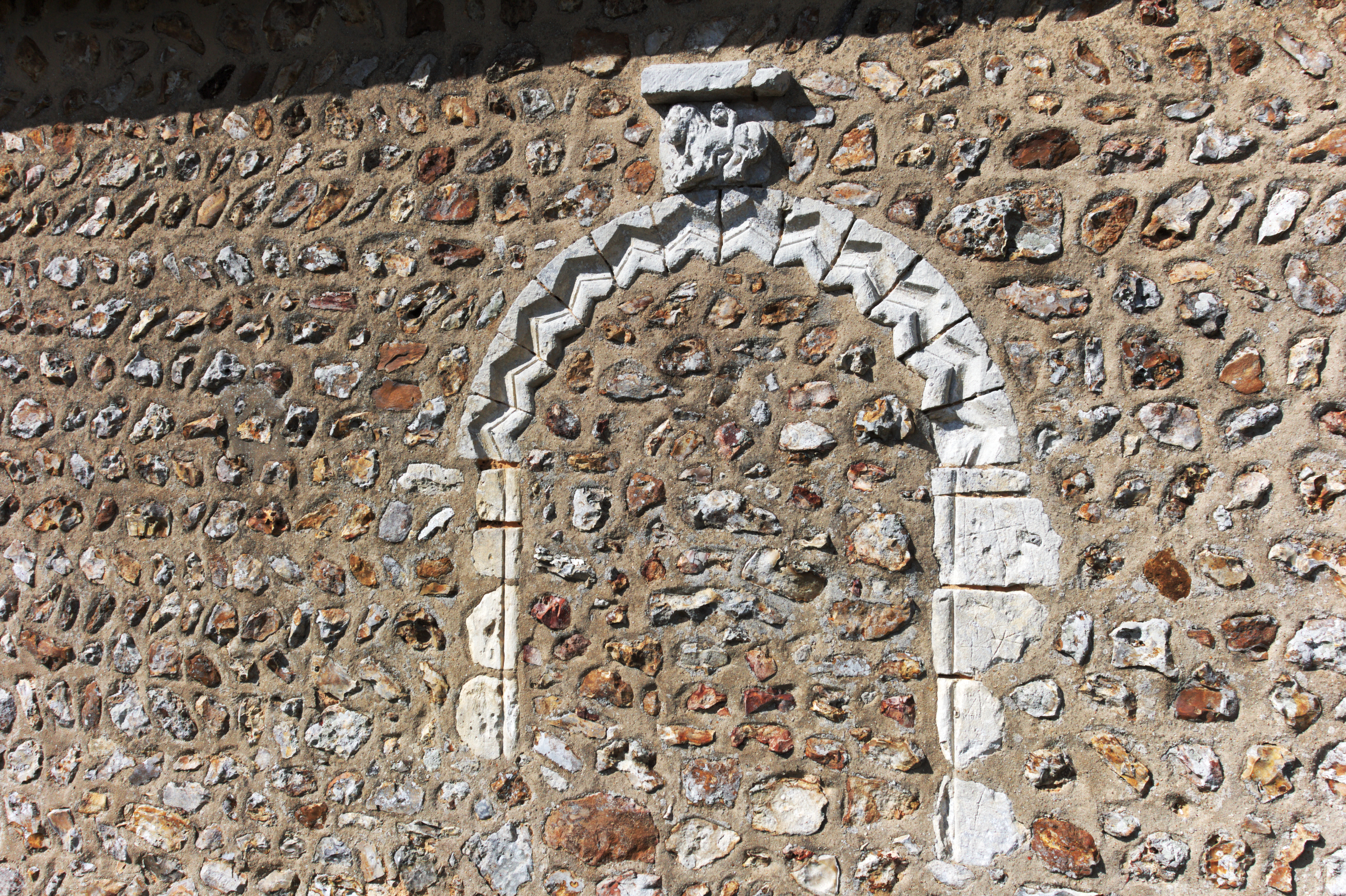
La porte du paradis de l'église Saint-Pierre.

Saint-Pierre-des-Ifs compte un édifice inscrit au titre des monuments historiques :
- le manoir de la Motte (XVe siècle),  Inscrit MH (2004). Ce manoir présente un encorbellement sur sommiers, une sablière de chambrée d'une seule pièce, un escalier compris dans une tourelle carrée, une galerie en encorbellement, une grande lucarne, des cheminées monumentales et des portes intérieures à plis de serviette. Les bâtiments d'exploitation comprenant une écurie-charretterie, une grange et une étable marquent les limites d'une cour enherbée. L'inscription concerne le logis en totalité ainsi que les façades et les toitures des communs (grange, écurie, charretterie)[26].

Par ailleurs, la commune compte sur son territoire plusieurs monuments inscrits à l'inventaire général du patrimoine culturel :
- l'église Saint-Pierre (XIIe, XVIe et XVIIIe siècles). Cette église était placée sous le patronage de l'abbaye du bec. La nef a été construite au XIIe siècle ; la travée ouest a été ajoutée au XVIe siècle ; le chœur date du XVIIIe siècle ; le porche et la sacristie ont été édifiés dans la première moitié du XIXe siècle et les baies sud de la nef repercées en 1842 et 1850[27] ;
- le manoir Saint-Nicolas (XVIIIe siècle) au lieu-dit l'Épinay. Il ne subsiste que des vestiges de ce manoir. En effet, ont été détruits : le logis (avant 1837), le colombier (après 1837), la grange et le logement (XVIIIe) et enfin, la chapelle saint Nicolas (à une époque inconnue)[28] ;
- un manoir construit en 1871. Le colombier en pisé à toit conique en tuile plate date probablement du XVIIIe siècle. Le logis, reconstruit en 1871, est en brique à toit à longs pans brisés en ardoise. Quant à la grange et à l'étable à vaches, elles sont en bois à toit à longs pans en ardoise[29] ;
- deux fermes : l'une du XVIIIe siècle au lieu-dit la Varenne[30], l'autre du XVIIe siècle au lieu-dit la Grande Rue[31].